# Catedral de Trogir
La catedral de San Lorenzo es uno de los monumentos más destacados de la ciudad de Trogir (Croacia). Pertenece a la arquidiócesis de Split-Makarska. Su construcción comenzó alrededor del año 1200 y fue completamente terminada en 1589. Presenta todos los estilos arquitectónicos. 
La catedral forma parte del centro histórico de Trogir que fue declarado patrimonio de la Humanidad por la Unesco en 1997.

## Portada románica
La joya de la catedral, la portada occidental, fue esculpida en 1240 por el maestro Radovan con una increíble riqueza de detalles. El tímpano representa diversas escenas de la Natividad: a la izquierda los pastores y a la derecha los tres Reyes Magos; en el centro, acostados la Virgen María y el Niño Jesús y sobre el la Estrella de Belén. La arquivolta está llena de ángeles que adoran al Niño Dios recién nacido y arriba, por fin, los Magos de Oriente entregan sus presentes. En las jambas de la arquivolta los relieves representan los meses del año a través de las actividades corrientes en cada momento del año.
En los pilares exteriores, Eva y Adán a tamaño natural sobre sendos leones representativos de la República de Venecia que pisotean con sus garras criaturas fantásticas.

## Interior
El interior, de tres naves separadas por arcos de medio punto sobre pilastrones de planta rectangular, sorprende por la falta de luz, lo que no impide admirar el gran púlpito octogonal de piedra con capiteles delicadamente esculpidos (finales del siglo XIII) o la gran Crucifixión pintada (1440). En el ábside se alza un ciborio o baldaquino de piedra sobre el altar con el arcángel Gabriel y la Virgen en el momento de la Anunciación.
Otra obra notable es la espléndida capilla de San Juan de Trogir, restaurada en 2001. Se añadió en el siglo XV y es obra de Nikola Firentinac (Niccolò di Giovanni Fiorentino), incluido el apostolado y los angelitos de las paredes. La capilla, dedicada al primer obispo de Trogir, es considerada la segunda gran obra de la catedral y reúne todas las características del arte renacentista. Los dos ángeles barrocos que custodian el sarcófago son un añadido del siglo XVIII.
También son apreciables la sillería de madera del coro (1439), profusamente decorado e inspirado en el gótico veneciano; el tesoro de la catedral, con reliquias, vestiduras sacerdotales y otros objetos conservados en espléndidos armarios; y el baptisterio del siglo XV.

## Campanario
El campanario tiene 47 metros de altura. Cada planta se construyó en un estilo diferente como reflejo de diferentes periodos de construcción (gótico, gótico veneciano, renacentista y barroco). Así, la primera planta tiene una balaustrada gótica, la segunda dos altas ventanas a cada lado, y la tercera también cuenta con ventanas en estilo diferente y más bajas.

## Galería de imágenes

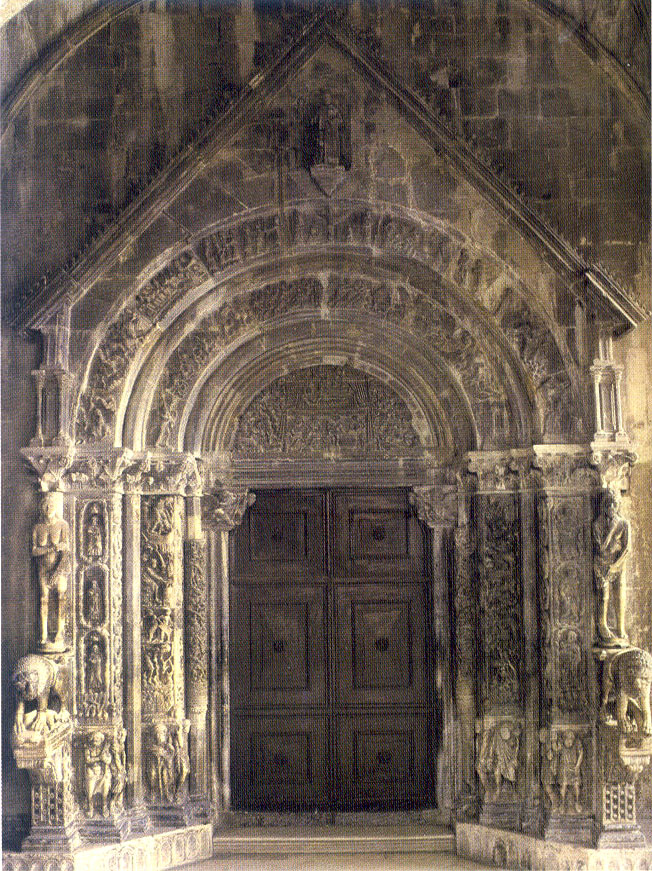
Portada románica
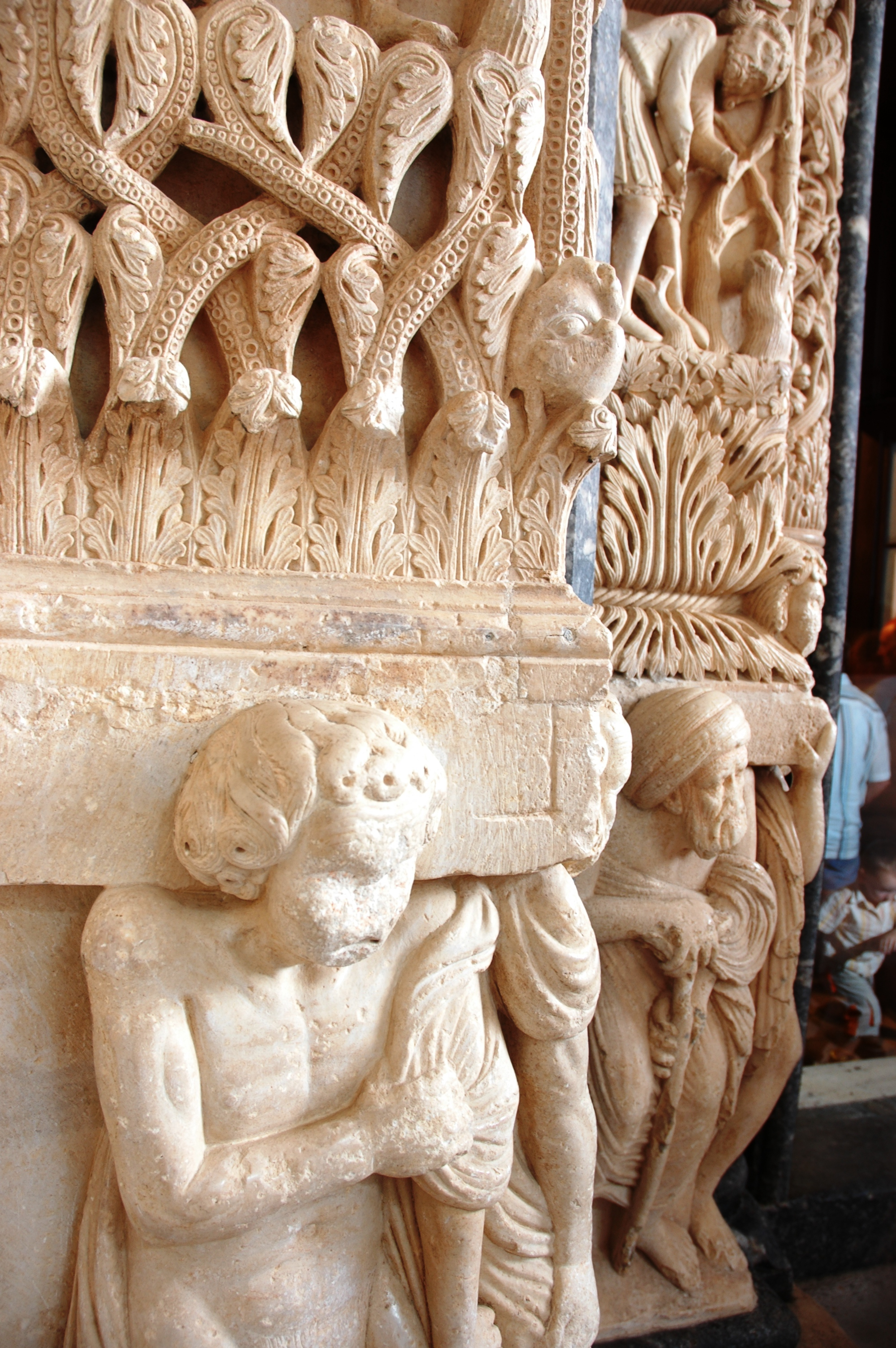
Detalle de la portada
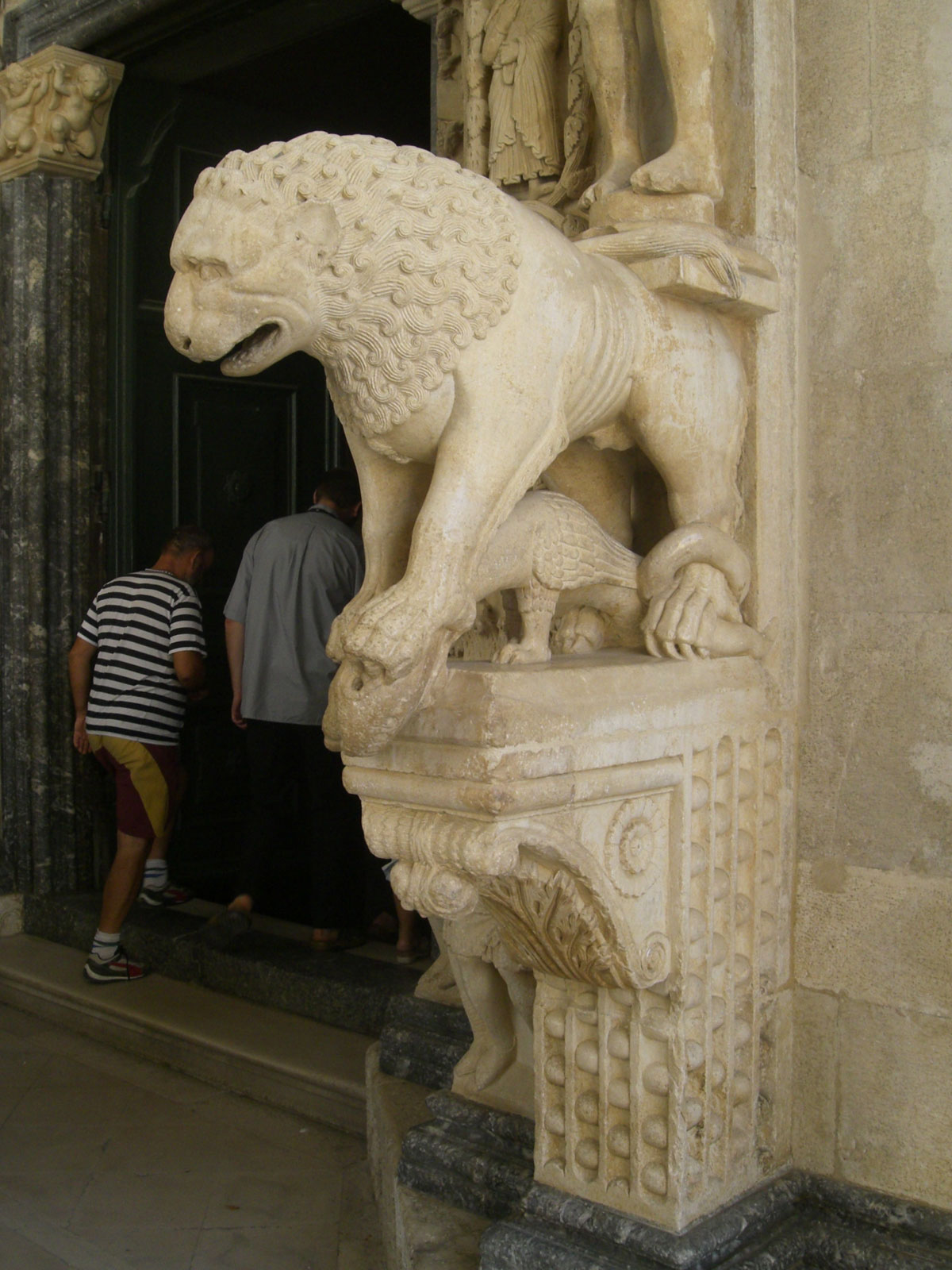
Detalle de la portada
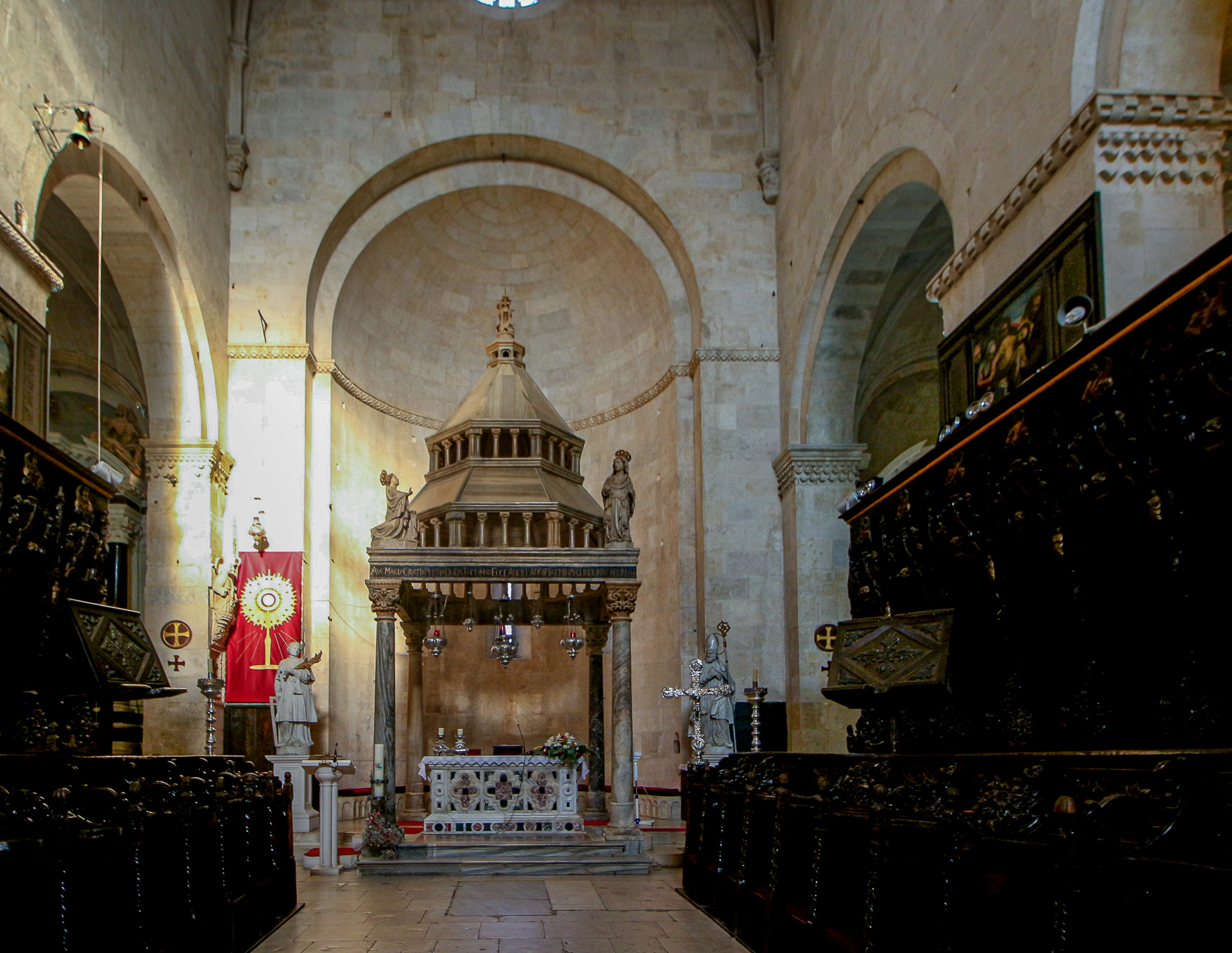
Ciborio sobre el altar mayor
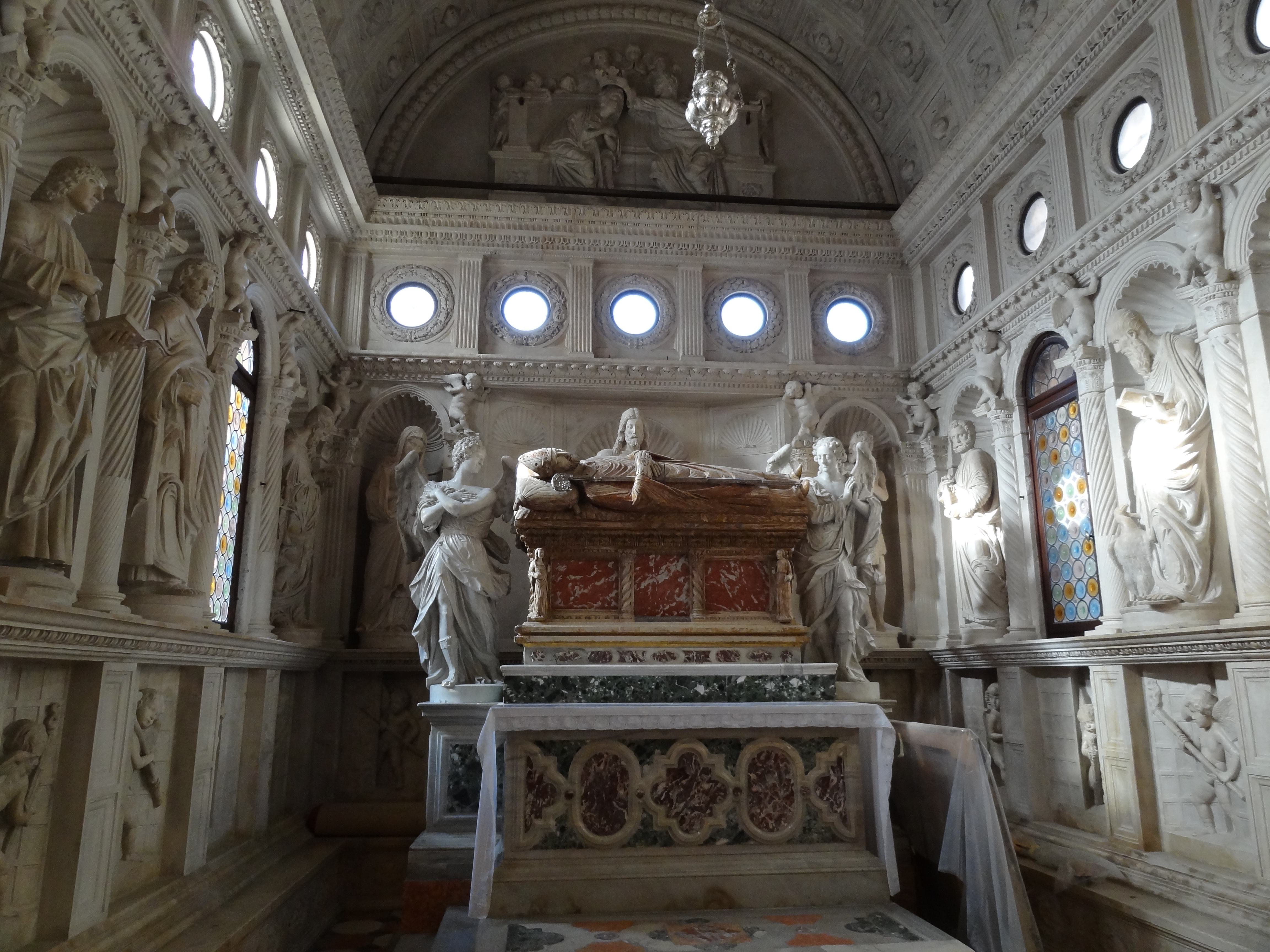
Capilla de Juan Orsini
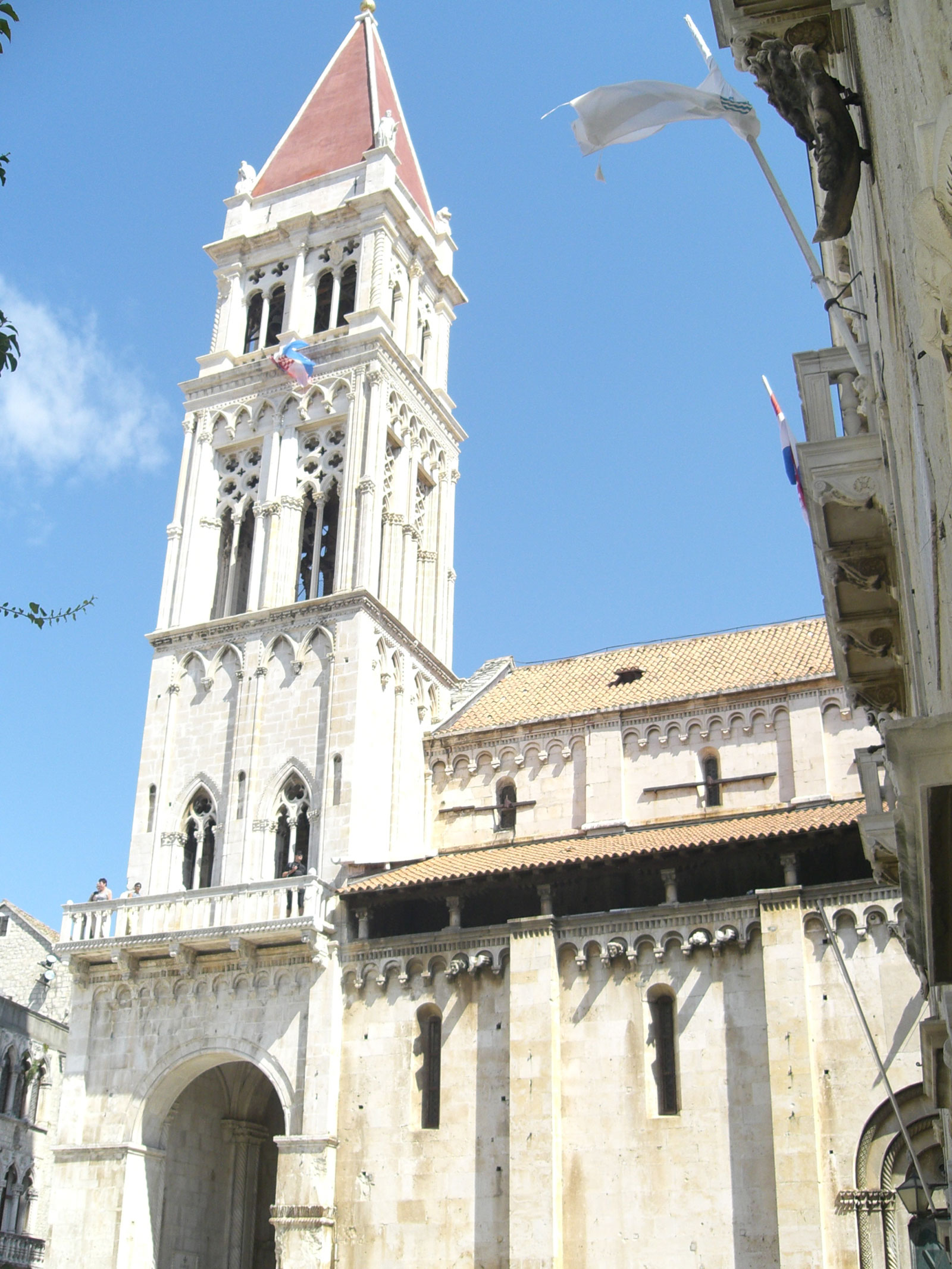
Campanario de la catedral